# Supercoppa del Portogallo 1988 (hockey su pista)
La Supercoppa del Portogallo 1988 è stata la 7ª edizione dell'omonima competizione portoghese di hockey su pista. Il torneo ha avuto luogo dal 29 ottobre al 5 novembre 1988. 
A conquistare il trofeo è stato il Porto al sesto successo nella sua storia.

## Squadre partecipanti
| Club        | Qualificazione                       | Partecipazioni precedenti (il grassetto indica la vittoria) |
| ----------- | ------------------------------------ | ----------------------------------------------------------- |
| Sporting CP | Detentore della 1ª Divisão           | 1982, 1984                                                  |
| Porto       | Detentore della Coppa del Portogallo | 1983, 1984, 1985, 1986, 1987                                |

## Risultati
| Squadra 1 | Totale | Squadra 2   | Andata | Ritorno |
| --------- | ------ | ----------- | ------ | ------- |
| Porto     | 15 - 9 | Sporting CP | 5 - 2  | 10 - 7  |

| Porto 29 ottobre 1988 Finale di andata | Porto | 5 – 2 | Sporting CP |  |

| Lisbona 5 novembre 1988 Finale di ritorno | Sporting CP | 7 – 10 | Porto |  |